# ماسوسو تيمبو
ماسوسو تيمبو (بالإنجليزية: Masauso Tembo)‏ هو لاعب كرة قدم زامبي في مركز الهجوم، ولد في 25 فبراير 1978 في زامبيا. شارك مع منتخب زامبيا لكرة القدم. أما مع النوادي، فقد لعب مع بترو إتليتيكو وجوهور دار التعظيم ولوساكا ديناموز ونادي زاناكو.

## وصلات خارجية
- ماسوسو تيمبو على موقع الاتحاد الدولي (مؤرشف)  (الإنجليزية)
- ماسوسو تيمبو على موقع قاعدة بيانات كرة القدم.إي يو (الإنجليزية)
- ماسوسو تيمبو على موقع ناشيونال فوتبول تيمز (الإنجليزية)